# 送貨機器人

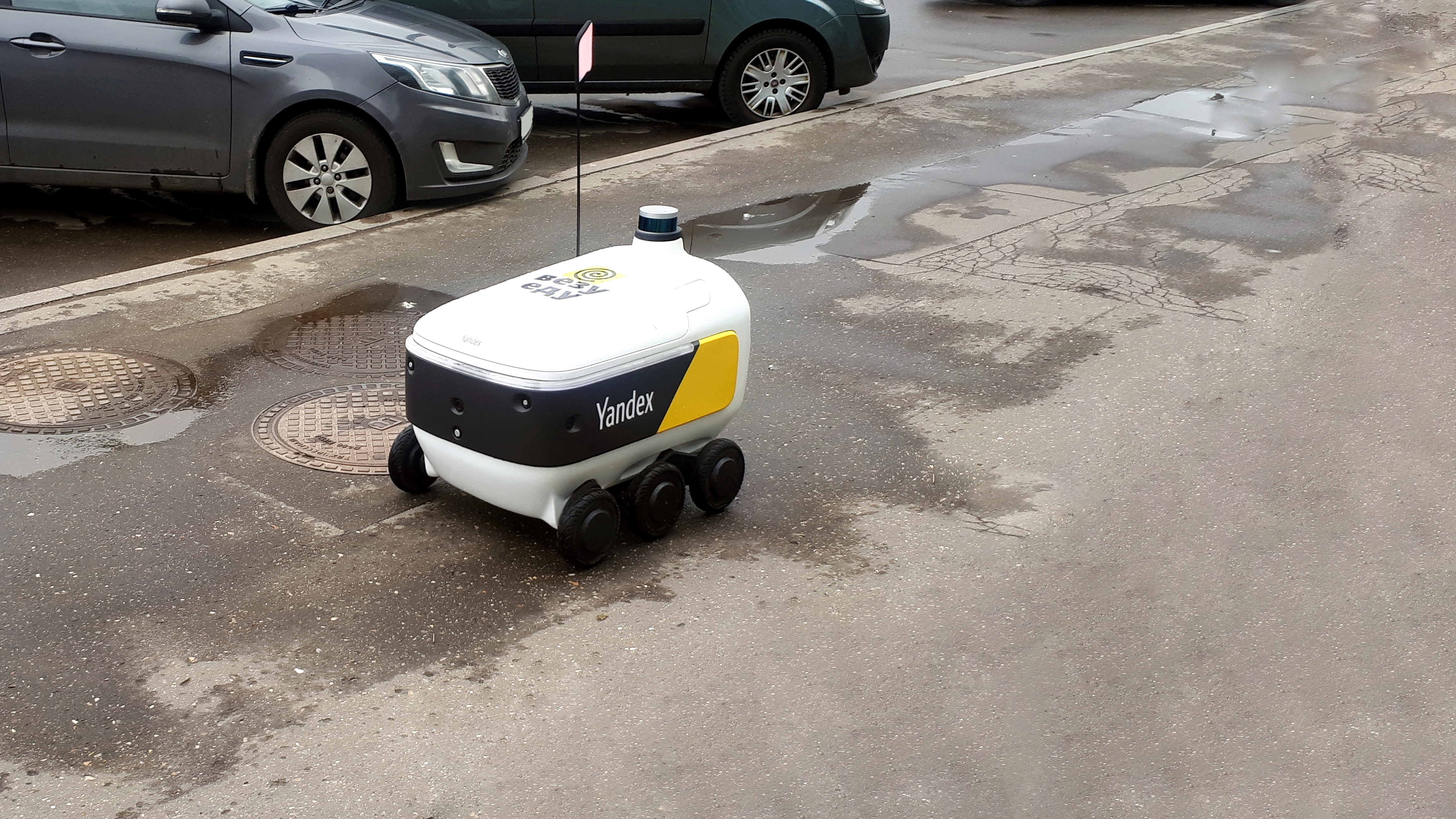
人行道上的送貨機器人

送貨機器人（英語：Delivery robot）是一種提供「最後一英里」送貨服務的自主机器人。在某些機器人無法自行解決的情況下（如機器人卡在障礙物中），操作員可遠距監察並控制機器人。送貨機器人可應用於不同場景之中，諸如食品配送、包裹運送、醫院派送（hospital delivery），以及客房服務。

## 應用

### 食品配送
在2019冠状病毒病疫情之前，送餐機器人的運用僅為小規模。到2019年1月，美國大學校園內有若干運用實例。喬治梅森大學成為首間將機器人按需送餐作為膳食計畫一部分的大學校園，擁有一支25台、由星船科技提供的機器人機隊。鑒於疫情持續，食物配送的需求明顯增加。這亦導致大學校園內的食品配送機器人需求激增。星船和Kiwibot等其他公司在美國和英國的數所大學校園和一些城市街道上部署了數百台送餐機器人。食品配送公司亦於其平台新增送貨機器人。例如，Grubhub與Yandex合作，於大學內提供服務。利用送餐機器人的局限性包括無法滿足特殊的送餐要求（如將食物留在門口），以及無法在困難的地形中行走。這或需要遠距操作員的支援，以協助機器人繞過障礙物。

### 雜貨運送

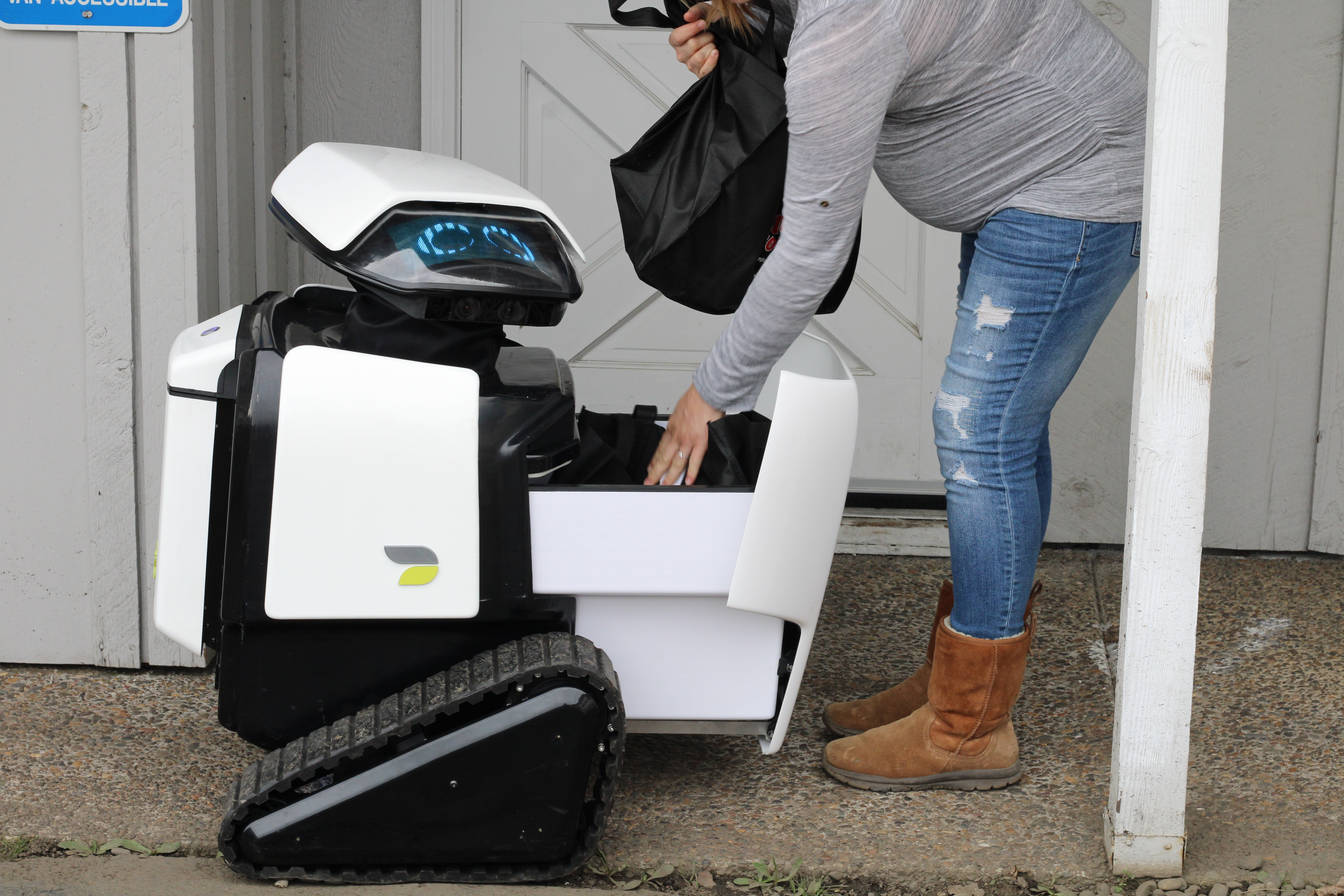
運送雜貨的Daxbot

2018年4月，星船科技與The Co-op和Tesco兩所連鎖超市合作，於英格蘭米尔顿凯恩斯開展雜貨運送（groceries delivery）服務。星船科技聲稱，截至2020年11月，米爾頓凱恩斯擁有「全球規模最大的自主機器人機群」。
2022年初，「Nourish + Bloom」開幕，成為全球首間由非裔美國人經營的無人雜貨店。新店利用電腦視覺設備，以及基於人工智慧的聲音和手勢技術以處理交易。「Nourish + Bloom」透過由Daxbot提供的機器人車輛提供送貨服務。那家位於俄勒岡州菲洛馬斯、借由眾籌活動籌集的初創企業，已經開發出一種裝置，能夠以最高4英里每小時（6.4每小時）的速度行駛10英里（16），並備有一個溫度控制的貨物空間。

### 包裹運送
2019年1月，亞馬遜推出一項實驗性服務，利用名為亞馬遜Scout的送貨機器人，向旗下的亚马逊Prime客戶運送小型包裹。有關測試於西雅圖地區進行，並擴展至加尼福尼亞州爾灣、阿特蘭大，以及田納西州的富蘭克林。2021年，在完成於美國4個城市開展的包裹運送機器人測試後，亞馬遜於芬蘭建立一個新的開發中心，以對技術作出進一步的改進，使得公司的機器人能夠更好的處理現實生活中的導航。

### 醫院派送
送貨機器人可於醫院場景下執行一些工作，以減省營運成本。第一組任務是食物、醫療樣本和藥物的運送。透過多個感測器，送貨機器人能在醫院的室內佈局中導航。它們亦配置一個可請求乘坐電梯的電子訊號，使得其能夠於多層建築物裡運作。鑒於安全之虞，部份送貨機器人配備密碼和生物辨識指紋掃描器，以防止有人非法盜取機器人內的物件。截至2019年，美國等地逾150間醫院已經應用送貨機器人。第二組任務是運送髒布車（soiled linen cart）及醫療廢物。這些需要重型送貨機器人之勞，皆因需要運送的載荷物可達數百磅（數百公斤）。
在以色列，舍巴醫療中心利用送貨機器人將藥劑科配製的化学疗法藥物直接運送予護士，以節省等候時間。

### 客房服務
2014年末，機器人初創公司「Savioke」發佈了一款名為Relay的客房服務機器人。當酒店職員收到客人的指示後，職員會將物品放置於Relay內，然後機器人會將物品派送至客房。至2016年，Relay機器人已於5間主流連鎖酒店中投入運作。2017年8月，新加坡M Social酒店引入名為「AURA」的客房服務機器人，以協助職員處理派送瓶裝飲用水和毛巾至客房等工作；而這種服務亦為美國以外地區的首例。

## 企業

### 人行道機器人
一些公司正積極利用小型機器人進行小型包裹（如食物、雜貨等）的「最後一英里」運送，而這些運送只需利用道路上的行人區，並以相當於快步走的速度行走。積極運送的公司包括：

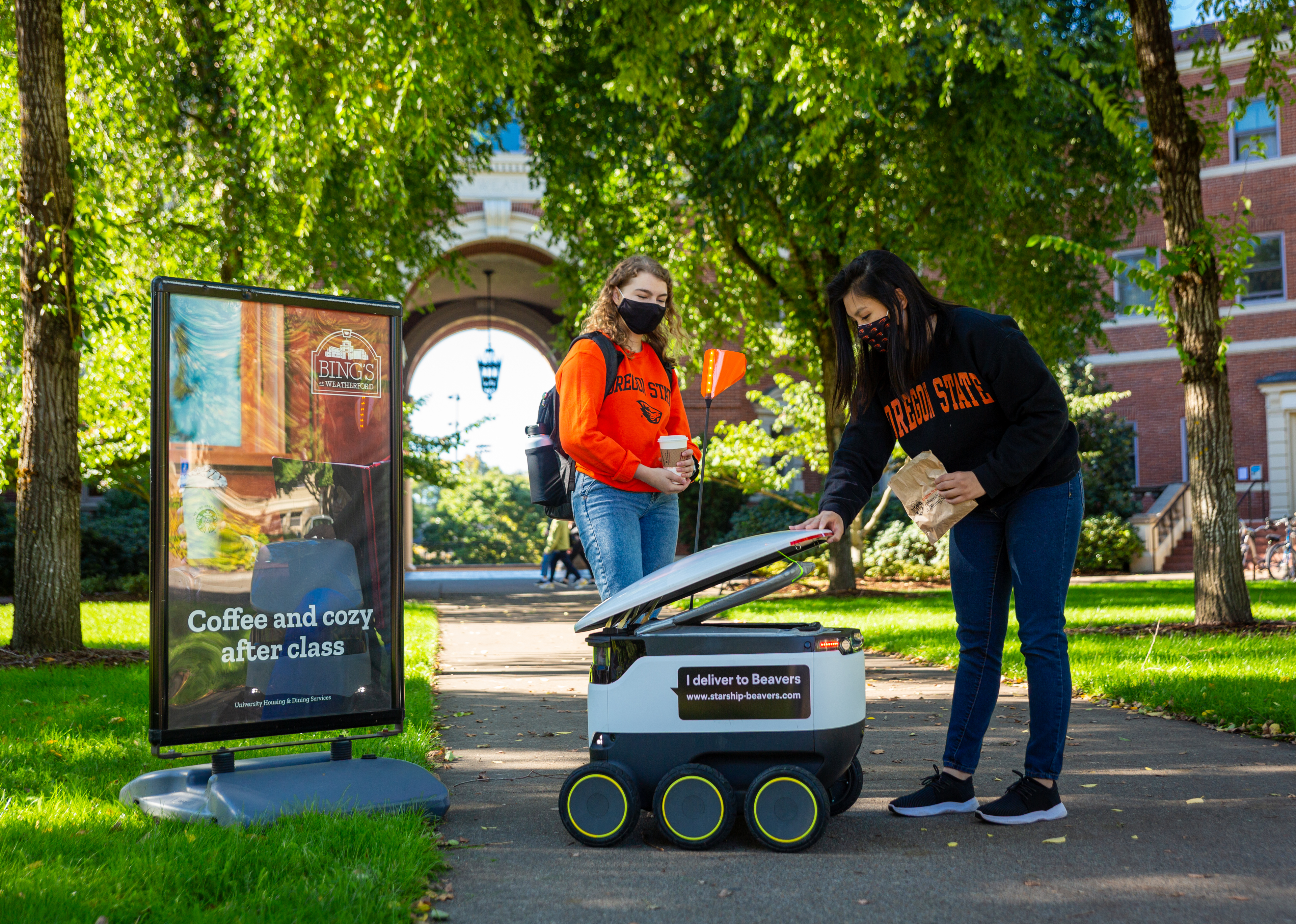
一台由星船科技研製的人行道機器人（sidewalk robot）正於俄勒岡州立大學向學生遞送食物

- 星船科技—截至2021年1月，已進行逾100萬次運送。[14]
- 亞馬遜Scout（英语：Amazon Scout）

### 無人機
- Zipline（英语：Zipline (drone delivery company)）—利用固定翼無人機，以超低空傘投（parachute drop）的方式運送藥物與血液供給；截至2022年6月，該公司已進行325,000次運送。

### 現代汽車集團
2022年12月13日，現代汽車集團開發了一種基於電氣化和自主駕駛技術的送貨機器人。它的特點在於配備帶有自主駕駛技術的即插即用模組，以尋找運送貨物的最優路線。

## 人機互動
由於是自主的，送貨機器人主要是在沒有人類操作員的協助下與公眾互動（不論遭遇是正面還是負面）。送貨機器人生產商星船科技曾指出，人們會踢他們的機器人。然而，大多數人機互動均為正面的，而不少人因機器人的外觀而將之擬人化。這使得人們在遇到機器人時有一種關愛的感覺、在機器人困住時幫助它們、在機器人的行程上為其擔憂，又或為機器人的送貨服務而表揚或感謝。

## 外部連結
- 维基共享资源上的相關多媒體資源：送貨機器人